# رثميات
الرثميات (الاسم العلمي: Rhytismatales)، رتبة فطور مجهرية من الفطريات الزقية وطائفة الملاسانية.